# Склерофітні рідколісся Белуджистану
Склерофітні рідколісся Белуджистану (ідентифікатор WWF: PA1307) — палеарктичний екорегіон пустель і склерофітних чагарників, розташований в середньогір'ях на заході Пакистану та на північному сході Афганістану. Він простягається на 1200 км від узбережжя Аравійського моря до гір Гіндукушу та Гімалаїв.

## Географія
На півдні екорегіон склерофітних рідколісь Белуджистану охоплює прибережні хребти гір Мекран та Кіртхар. Він продовжується на північ до провінції Хайбер-Пахтунхва, охоплюючи посушливі пустелі Белуджистану, гори Заргхун і Сафед-Кох та Сулейманові гори. Ці гірські хребти місцями порізані перевалами та долинами, такими як перевал Болан поблизу Кветти та Хайберський прохід поблизу Пешаварської долини. На півночі регіон досягає підніжжя Гіндукушу та Гімалаїв. З гір Белуджистанського нагір'я стікають численні короткі річки, що впадають у неглибокі озера або губляться в піщаній пустелі. Деякі річки, що стікають з передгір'їв на півночі регіону, впадають до річок Інд і Кабул. Загалом висота регіону коливається від 0 до 4575 м над рівнем моря, висота його гірських хребтів становить від 1000 до 3000 м.
На південному заході екорегіон межує з регіоном Нубо-Синдських тропічних пустель та напівпустель Південного Ірану та з регіоном Піщана пустеля Регістану та Північного Пакистану. Північніше, в Афганістані, поширені склерофітні рідколісся Середньоафганських гір. На схід від екорегіону поширений регіон колючих чагарників та лісів Північно-Західної Індії. Всередині екорегіону, на вершинах його найвищих гірських хребтів, розташовані ізольовані анклави регіону гірських хвойних лісів Східного Афганістану та регіону альпійських луків Сулейманових гір.
Ґрунти екорегіону багаті на гіпс та бідні на гумус. В горах на півночі регіону поширені вапнякові, глинисті та гравійно-кам'янисті ґрунти.

## Клімат
В межах екорегіону переважає спекотний та посушливий пустельний клімат (BWh за класифікацією кліматів Кеппена). Влітку температура може досягати 40 °C, подекуди навість 50 °C. Зими більш прохолодні, однак середня температура найхолоднішого з місяців є вищою за 0 °C. Середньорічна кількість опадів становить  менше 150 мм. У високогір'ях зими дуже холодні, а літо спекотне, у прибережних районах клімат більш м'який. Влітку на півдні регіону дмуть північні вітри лу, які приносять пилові бурі. Їх швидкість становить 100-180 км/год. З червня по вересень в регіоні дмуть південно-західні мусони, що приносять дощі.

## Флора
67 % території екорегіону мають рідкісний рослинний покрив або повністю його позбавлені. 9 % території покриті чагарниковими заростями, 8 % території мають трав'янистий покрив, 8 % перетворені на сільськогосподарські угіддя. На висоті до 1500 м над рівнем моря рослинність має степовий характер. На висоті від 1500 до 2000 м над рівнем моря зустрічаються гірські рідколісся. 
В горах Белуджистану і Курраму поширені рідколісся, де ростуть туполисті фісташки (Pistacia atlantica), фісташки-хінджук (Pistacia khinjuk), мигдаль (Amygdalus), барбарис (Berberis), жимолость (Lonicera), повій (Lycium), полин (Artemisia), а також зарафшанські яловці (Juniperus seravschanica) та напівкулясті яловці (Juniperus semiglobosa). Деякі зарафшанські яловці мають вік понад 2500 років.
У перехідній зоні між субтропічними лісами та альпійськими луками ростуть склерофільні ліси, де переважають африканські маслини (Olea europaea subsp. cuspidata) та широколисті додонії (Dodonaea viscosa). В рідколіссях екорегіону підлісок складається з багаторічних трав, кущів і акацій. Серед поширених в підліску кущів слід відзначити дикий мигдаль (Prunus amygdalus), куррамський мигдаль (Prunus kuramica) та афганський ясен (Fraxinus xanthoxyloides).

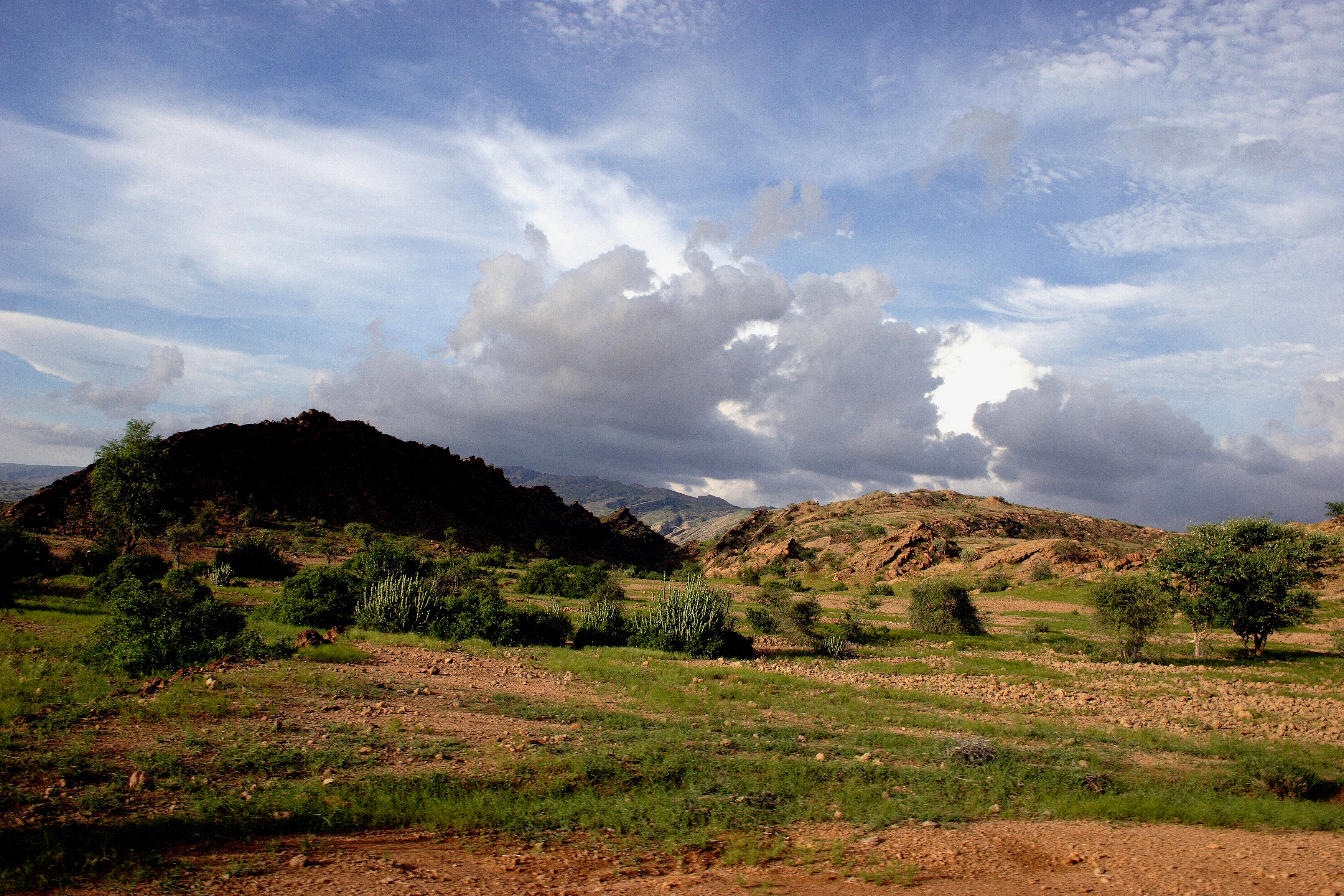
Ландшафт Національного парку Кіртхар
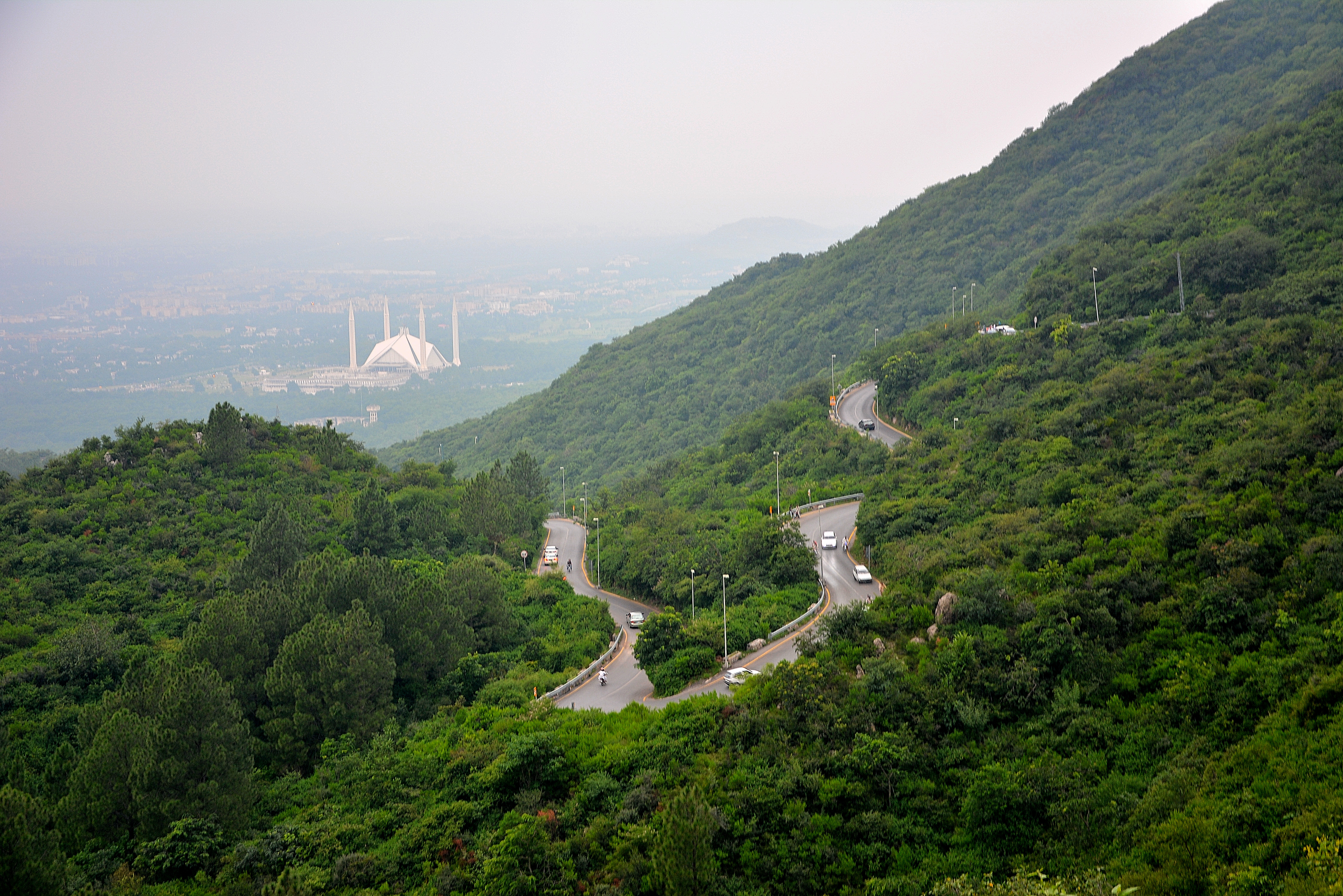
Ландшафт Національного парку Маргалла-Хіллс[en]
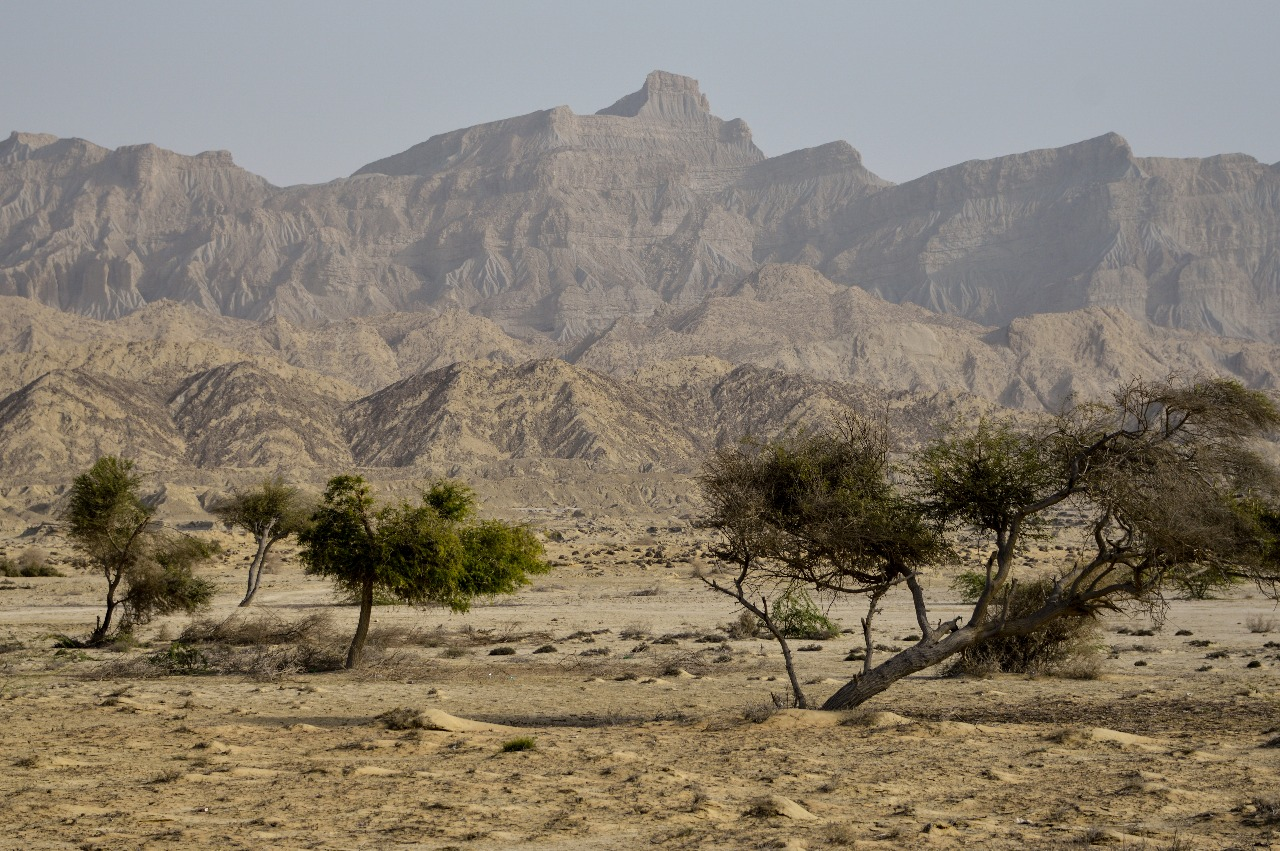
Ландшафт Національного парку Хінгол[en]
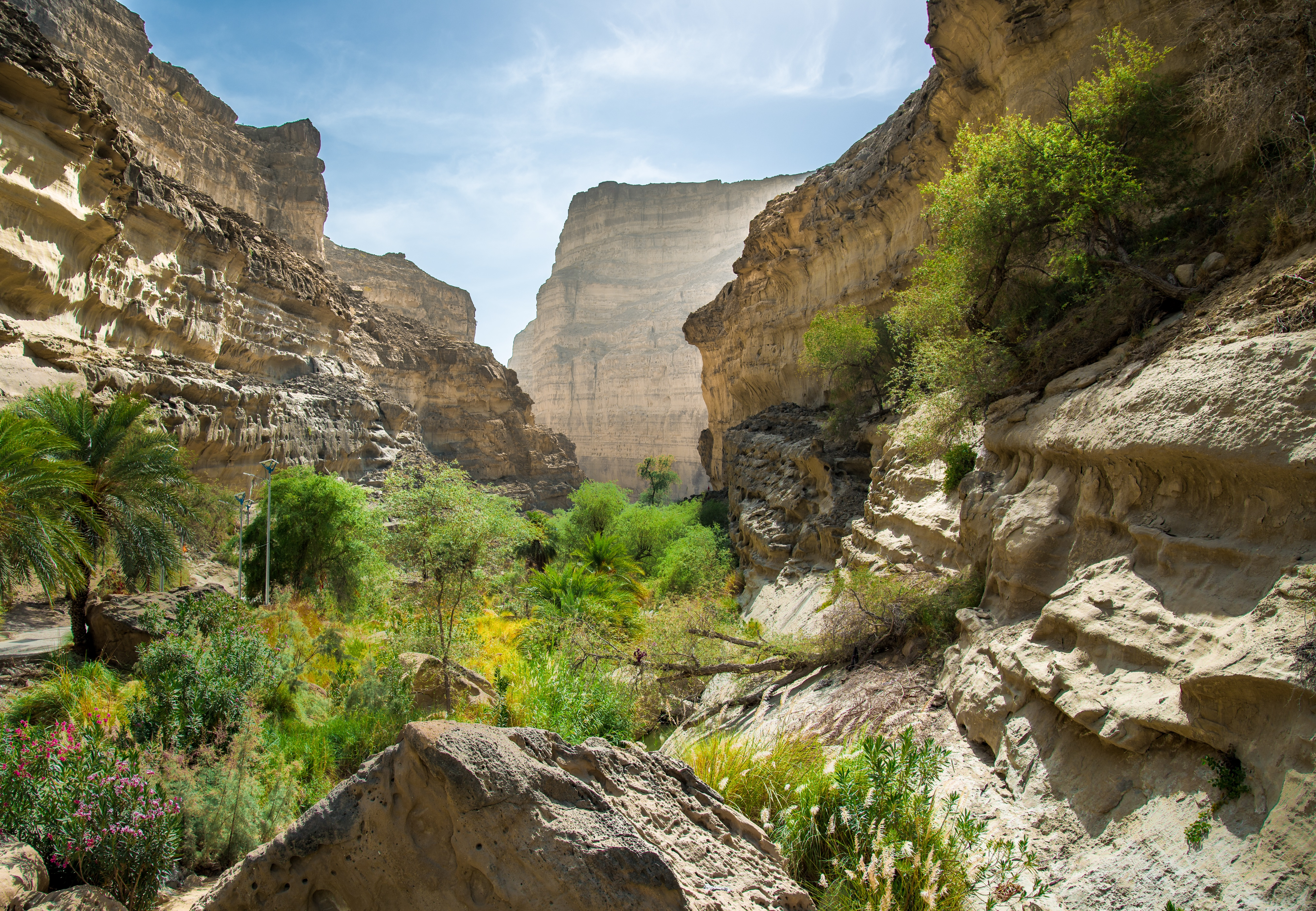
Каньйон в Національному парку Хінгол
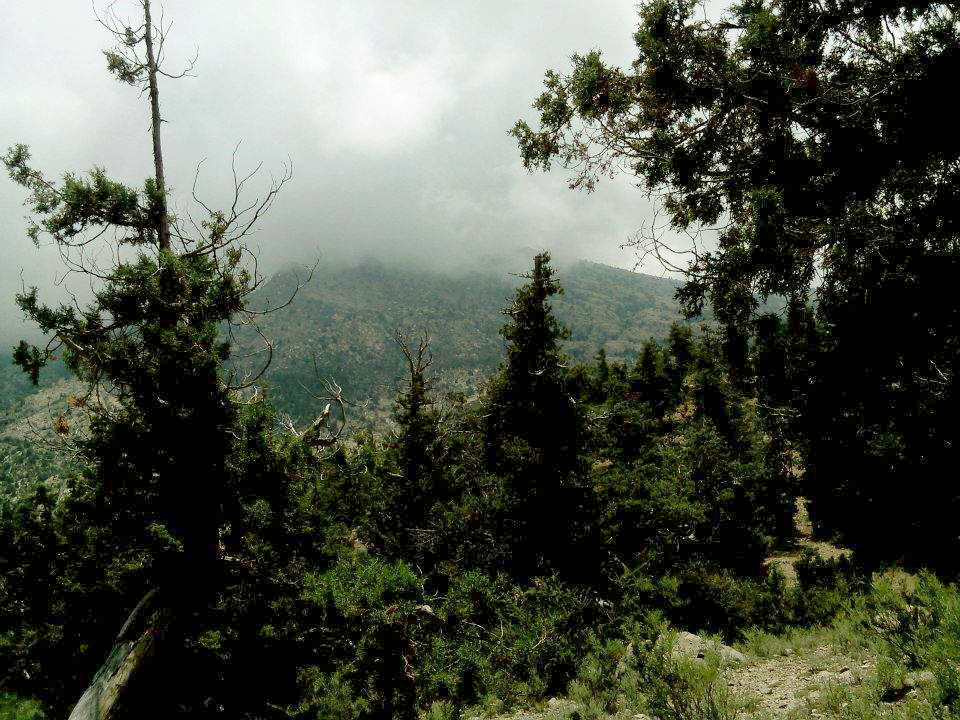
Зіаратський ялівцевий ліс[en]
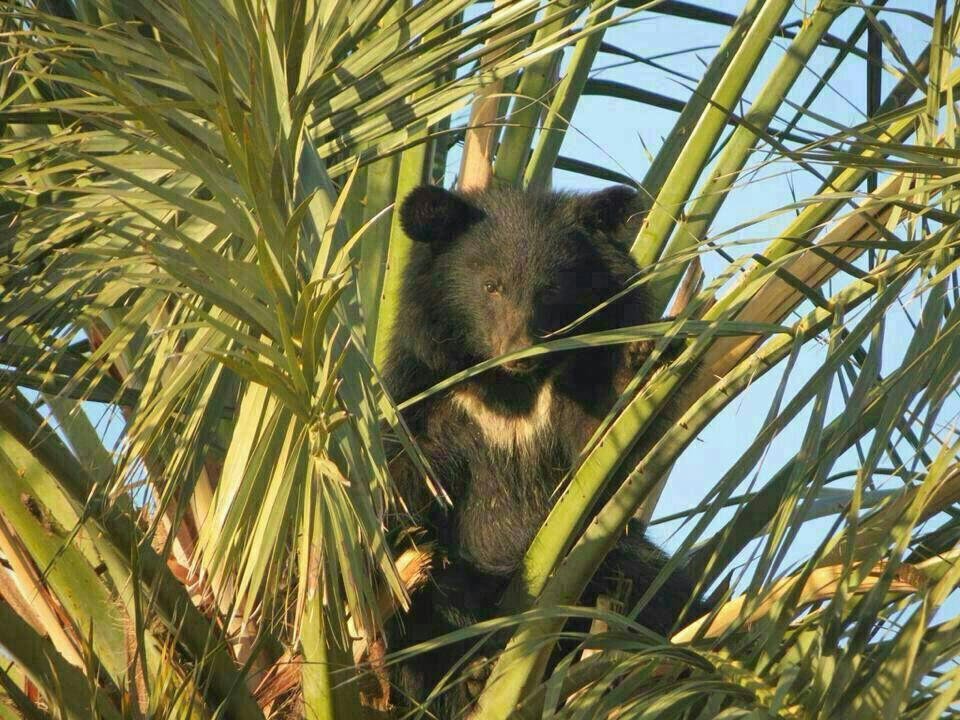
Белуджистанський ведмідь (Ursus thibetanus gedrosianus)
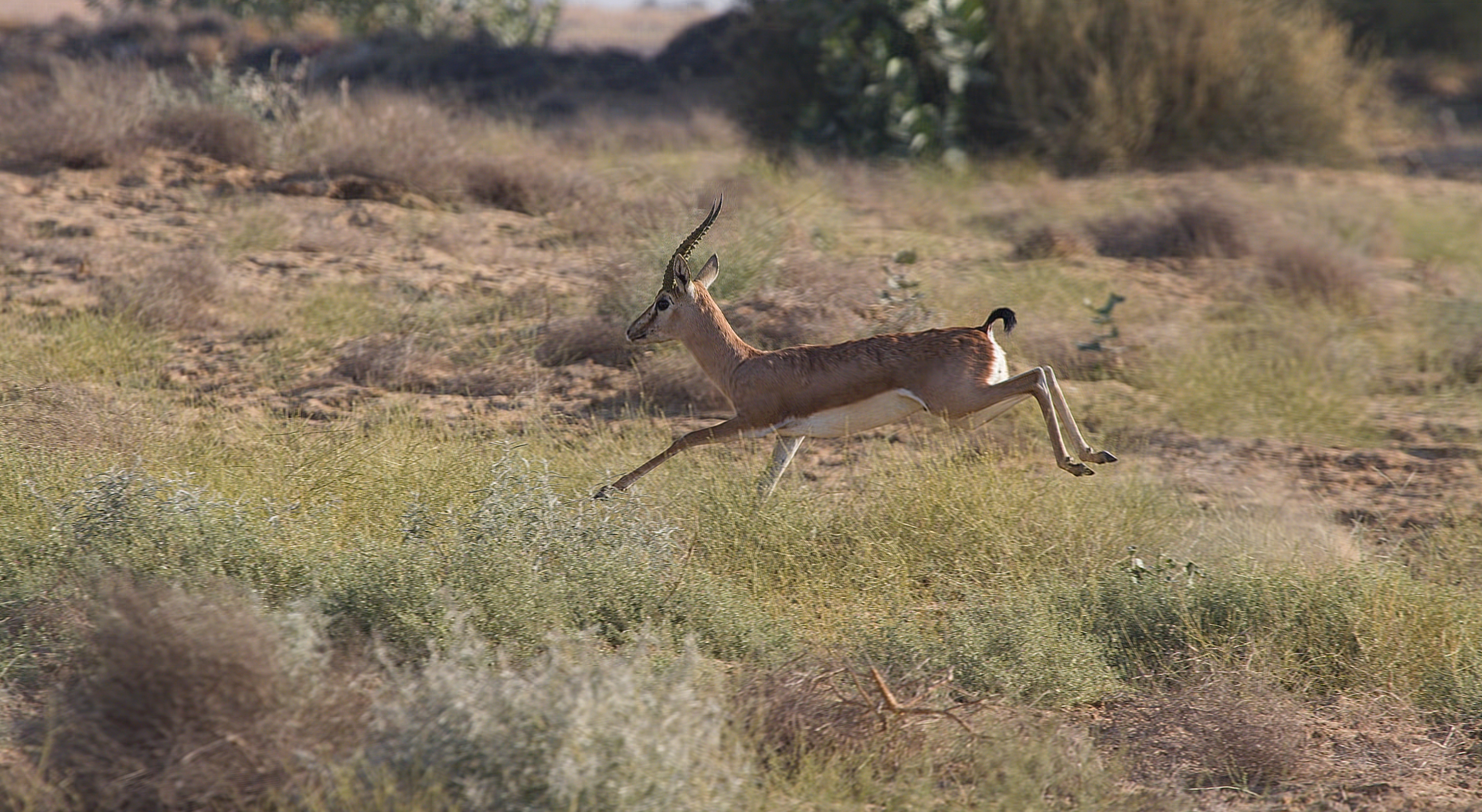
Індійська газель (Gazella bennettii)
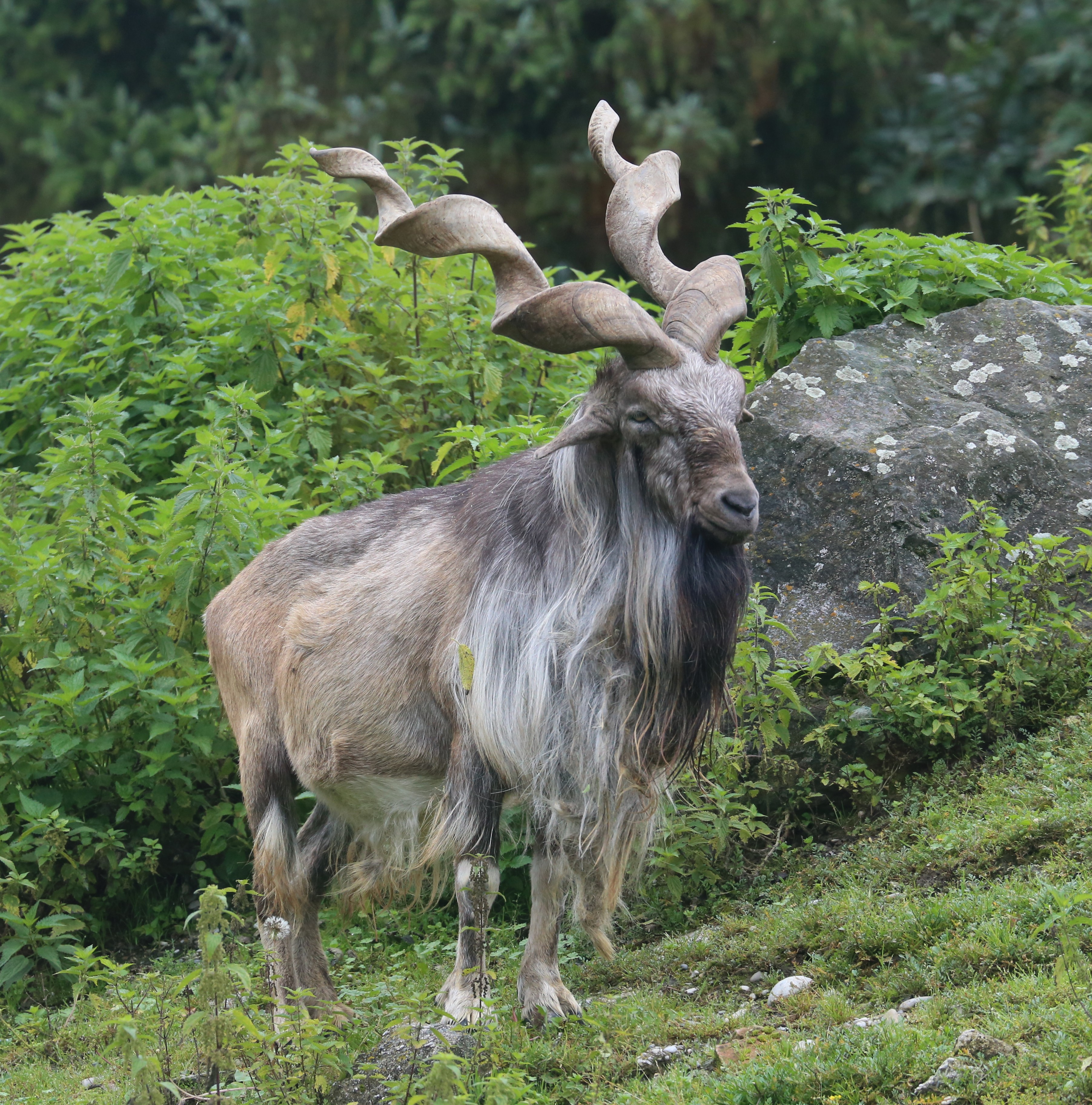
Гвинторогий козел (Capra falconeri)
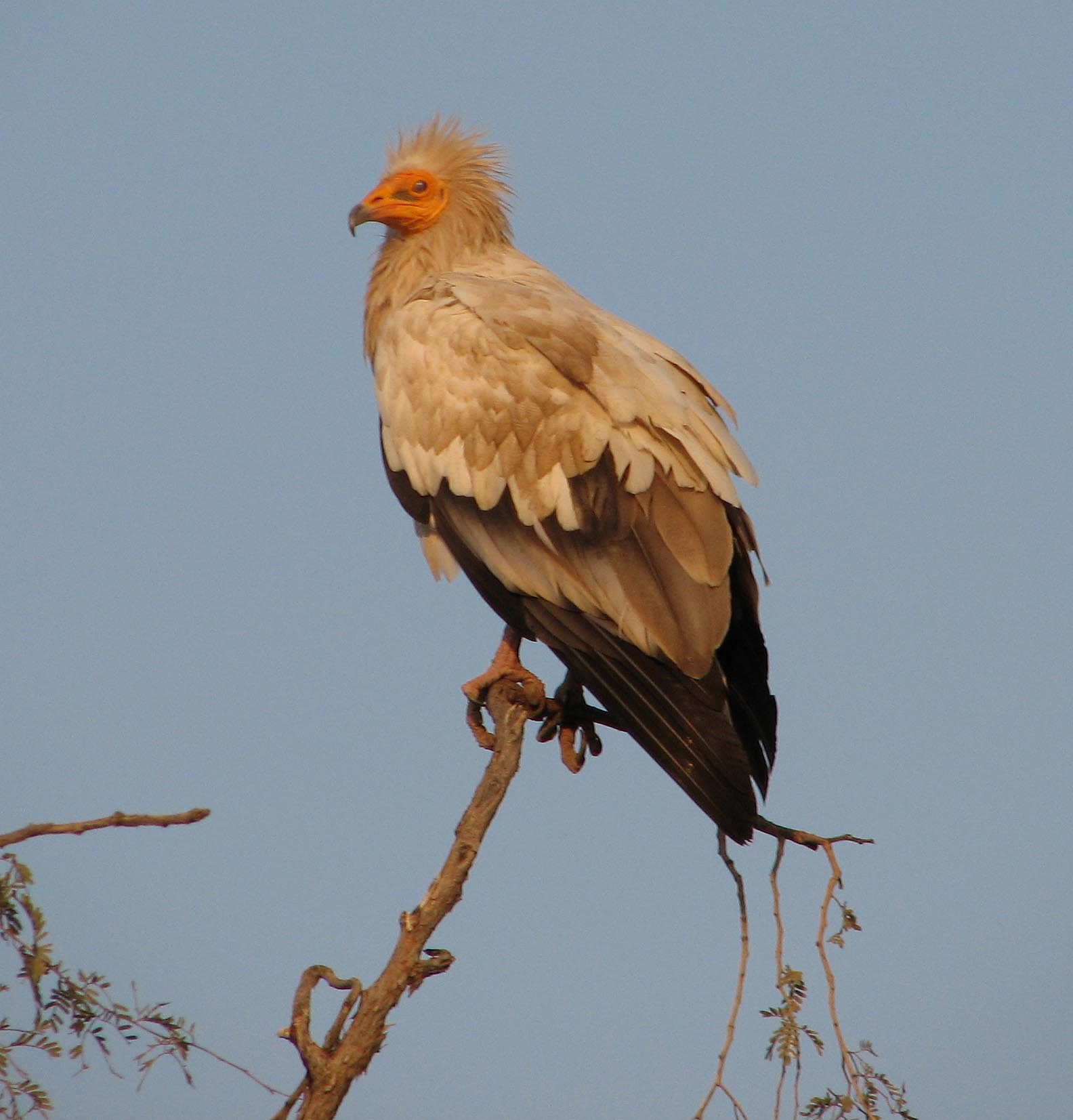
Стерв'ятник (Neophron percnopterus)
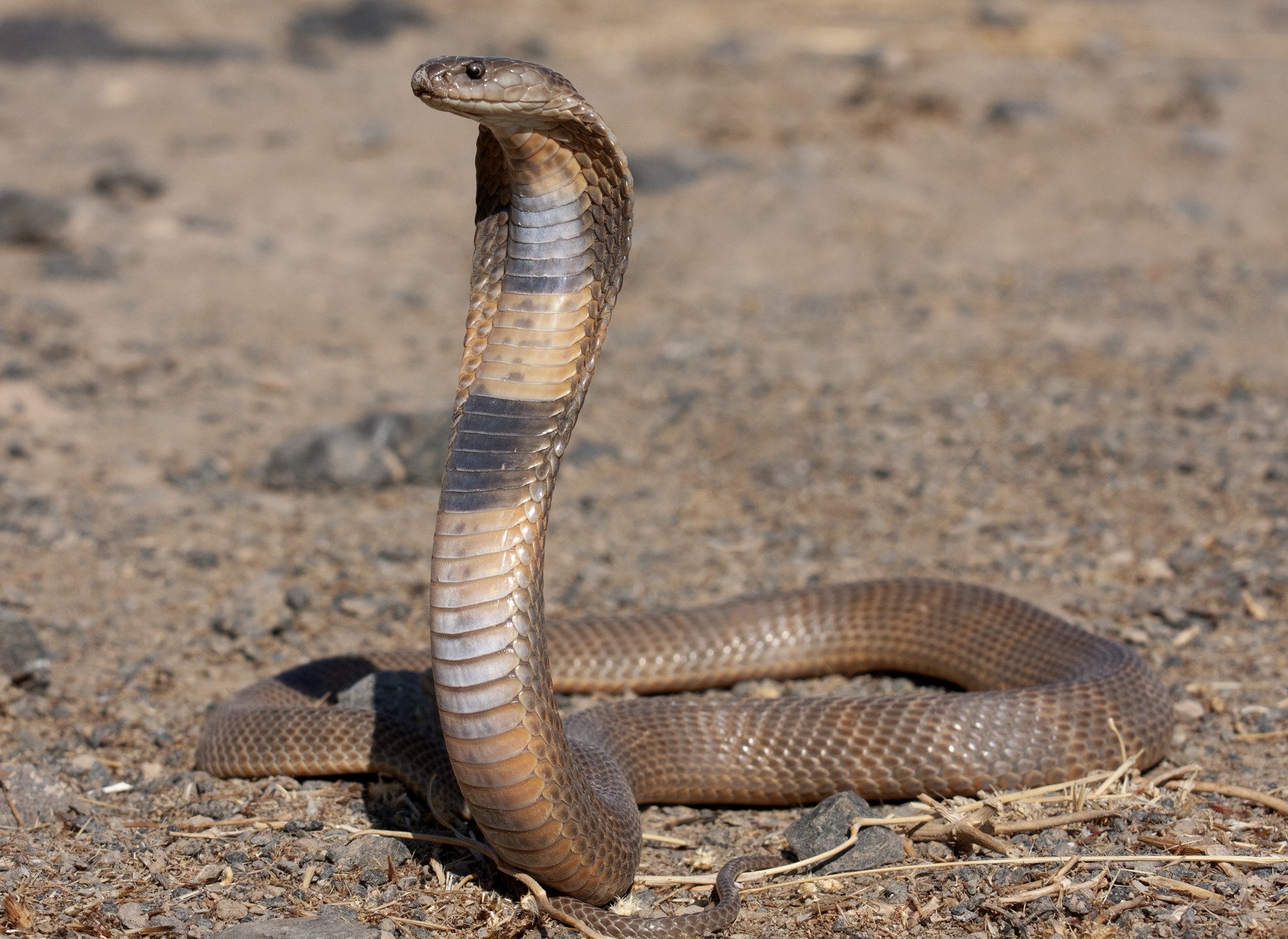
Середньоазійська кобра (Naja oxiana)

## Фауна
Екорегіон вирізняється значним фауністичним різноманіттям. На півдні регіону зустрічаються такі хижі ссавці, як леопарди (Panthera pardus) та звичайні каракали (Caracal caracal), а на півночі — бенгальські коти (Prionailurus bengalensis) та манули (Otocolobus manul). Також на пагорбах Белуджистану мешкають смугасті гієни (Hyaena hyaena), степові коти (Felis lybica), очеретяні коти (Felis chaus), звичайні лисиці (Vulpes vulpes) та афганські лисиці (Vulpes cana). В степах і напівпустелях на півдні регіону пасуться індійські газелі або чінкари (Gazella bennettii). В горах зустрічаються гвинторогі козли (Capra falconeri) кількох ендемічних підвидів, белуджистанські ведмеді (Ursus thibetanus gedrosianus), белуджистанські уріали (Ovis vignei blanfordi), звичайні козли (Capra aegagrus) кількох ендемічних підвидів, а також дикі свині (Sus scrofa), карликові піщанки (Gerbillus nanus) та ендемічні белуджистанські тушканчики (Salpingotulus michaelis). Раніше в екорегіоні також зустрічалися каспійські тигри (Panthera tigris virgata), азійські гепарди (Acinonyx jubatus venaticus), азійські леви (Panthera leo persica) та кулани (Equus hemionus), однак вони вимерли протягом останніх 400 років.
В регіоні зареєстровано понад 300 видів птахів, від стерв'ятників (Neophron percnopterus) і великих підорликів (Clanga clanga) до дрібних ластівок, жайворонків і бджолоїдок. В ялівцевих лісах зустрічаються чорногорлі ополовники (Aegithalos leucogenys) та афганські вівчарики (Phylloscopus subviridis), а в склерофітних рідколіссях — тамариксові дятли (Dendrocopos assimilis). На водно-болотних угіддях регіону мешкає велика кількість різноманітних птахів.
На берегах річок регіону зустрічаються болотні крокодили (Crocodylus palustris). Також в регіоні зустрічаються інші плазуни, зокрема плямисті еублефари (Eublepharis macularius), середньоазійські кобри (Naja oxiana), степові черепахи (Testudo horsefieldi), іранські гірські агами (Laudakia nupta) та перські гадюки (Pseudocerastes persicus). Серед амфібій регіону слід відзначити індійську стрибаючу жабу (Euphlyctis cyanophlyctis), белуджистанську гірську жабу (Chrysopaa sternosignata) та індійську тигрову жабу (Hoplobatrachus tigerinus).

## Збереження
Оцінка 2017 року показала, що 9078 км², або 3 % екорегіону, є заповідними територіями. Природоохоронні території включають:
- Національний парк Чінджі[en]
- Національний парк Хінгол[en]
- Національний парк Кіртхар
- Національний парк Маргалла-Хіллс[en]
- Національний парк Нуристан
- Національний парк Шейх-Бадін[en]
- Природний заповідник Баджват[en]
- Природний заповідник Чумбі-Сурла[en]
- Природний заповідник озера Кхабіккі[en]
- Природний заповідник Рас-Кох[en]
- Зіаратський ялівцевий ліс[en]